# Институт детской гематологии и трансплантологии имени Раисы Горбачёвой
Институт детской онкологии, гематологии и трансплантологии имени Р. М. Горбачёвой — структурное научное, учебное и клиническое подразделение Первого медицинского университета им. И. П. Павлова. Расположен в Санкт-Петербурге.
Осуществляет разработку новых методов терапии онкогематологических больных. Проводит широкий спектр клинических исследований новых лекарственных средств. Занимается лечением и диагностикой лейкозов, лимфом; лечением пациентов с болезнями крови, онкологическими и наследственными заболеваниями. Проводит химиотерапию и трансплантации гемопоэтических стволовых клеток (трансплантации костного мозга). Осуществляет учебно-методическую додипломную и последипломную подготовку врачей по специальностям "Гематология" и "Трансплантология".
Специализация:
•Гематологические заболевания: острый лимфобластный лейкоз, острый нелимфобластный лейкоз, хронический лимфобластный лейкоз, хронический миелобластный лейкоз, неходжкинские лимфомы, лимфогранулематоз, миеломная болезнь, апластические анемии, гемолитические анемии, системные заболевания соединительной ткани с гематологическими проявлениями и требующие иммуносупрессивной терапии или других методов лечения, прочие гематологические заболевания.
•Онкологические заболевания: рак молочной железы, рак кишечника, рак легких, рак яичников, мягкотканные опухоли различной локализации, прочие онкологические заболевания.
Расположен на улице Рентгена, д. 12 на территории ПСПбГМУ им. И.П. Павлова. Официальный адрес: 197022, Санкт-Петербург, ул. Льва Толстого, д. 6-8.
Создавался с 2002-2003 года. Открыт 20 сентября 2007 года. Около 770 сотрудников.
Клиника располагает 72 койками (на сентябрь 2012 года).
За 2008 год было выполнено 170 трансплантаций пациентам с лейкозами.
Бюджет выделяет квоту около 800 тыс. рублей в год на лечение каждого онкологического больного, при том что общая стоимость трансплантации костного мозга и сопутствующих мероприятий может составлять 2-2,5 млн рублей (данные на начало 2011 года). Например, во многих случаях требуется производить поиск донора костного мозга в международном регистре, что обходится в сумму 18 тыс. евро плюс около 2 тыс. евро стоит доставка донорского материала в Россию (лишь примерно в 15 % случаев удается найти близкородственного донора). Также значительные средства могут потребоваться в длительном периоде (несколько месяцев) после трансплантации для лечения возможных осложнений. Помощь в финансировании оказывают благотворительные фонды, в том числе АдВита.
На базе Института создается российский реестр доноров стволовых клеток и костного мозга, который потенциально сможет снизить затраты на поиск донора.
При клинике имеется храм.